# Piercia kennedyi
Piercia kennedyi är en fjärilsart som beskrevs av Fletcher 1958. Piercia kennedyi ingår i släktet Piercia och familjen mätare. Inga underarter finns listade i Catalogue of Life.